# Tadeusz Caspaeri-Chraszczewski
Tadeusz Marceli Caspaeri-Chraszczewski, ps. „Lech” (ur. 24 października 1892 w Warszawie, zm. 26 czerwca 1975 tamże) – major piechoty Wojska Polskiego.

## Życiorys
Tadeusz Caspaeri-Chraszczewski urodził się 24 października 1892 w Warszawie, w rodzinie Ludwika (zm. 17 lutego 1905, prawnik, urzędnik Sądu Handlowego) i Marii z domu Chraszczewskiej (zm. 2 lutego 1922). Miał brata Jana (jako legionista poległ w 1916 w wieku 21 lat). Kształcił się w szkole Edwarda Rontalera. W 1913 został absolwentem Szkoły Handlowej Zgromadzenia Kupców w Warszawie. Należał do organizacji „PET” oraz „Filarecja”. W 1913 podjął studia nauk społecznych i prawa w Genewie. Tamże został członkiem Polskiej Partii Socjalistycznej oraz Związku Strzeleckiego, w którym odbył kurs podoficerski.
Po wybuchu I wojny światowej na początku sierpnia 1914 w Krakowie wstąpił do Pierwszej Kompanii Kadrowej, przydzielony do 2 plutonu pod pseudonimem „Lech”. Później służył w 1 pułku piechoty w składzie I Brygady Legionów Polskich. Został mianowany chorążym piechoty 7 kwietnia 1915. Od sierpnia 1915 był żołnierzem 6 pułku piechoty w składzie III Brygady, pełniąc funkcje dowódcy plutonu oraz 5 kompanii. Jesienią 1915 przebywał na leczeniu szpitalnym, a 21 grudnia 1915 został zwolniony ze służby legionowej. Później działał w Polskiej Organizacji Wojskowej od 1 lutego 1916, funkcjonując jako instruktor w Szkole Podchorążych oraz w Szkole Podoficerskiej, dowódca kompanii kadrowej. Uczestnicząc w proteście przeciw werbunkowi został zatrzymany przez Niemców, po czym był osadzony w Laubau, Havelbergu oraz w Modlinie. Odzyskał wolność w połowie marca 1918 i ponownie działał w POW.
Po zakończeniu wojny i odzyskaniu przez Polskę nieodległości 13 listopada 1918 został przyjęty do Wojska Polskiego. W stopniu podporucznika piechoty skierowano go do Departamentu Piechoty Ministerstwa Spraw Wojskowych, później w pierwszej połowie marca 1919 był w dyspozycji Adiutantury Generalnej Naczelnego Wodza. 15 marca 1919 mianowany dowódcą 10 kompanii w 29 pułku piechoty. 24 grudnia 1919 został szefem Wydziału Oświaty w Oddziale II Naczelnego Dowództwa Wojska Polskiego, zaś 15 czerwca 1920 objął stanowisko szefa sekcji propagandy i kulturalno-oświatowej, a od 1 września 1920 był inspektorem objazdowym przy Naczelnym Dowództwie. Uczestniczył w wojnie polsko-bolszewickiej. Został awansowany na stopień kapitana piechoty ze starszeństwem z 1 czerwca 1919. W 1923 był odkomenderowany z 67 pułku piechoty w Brodnicy na studia na Uniwersytecie Warszawskim. 10 września tego roku został odkomenderowany z 67 pp do 20 pułku piechoty w Krakowie na okres sześciu tygodni – egzaminów na Uniwersytecie Jagiellońskim. 1 grudnia 1923 został przeniesiony do 30 pułku piechoty, a następnie wrócił do 67 pp. Od 20 października 1924 do 28 lutego 1925 był odkomenderowany z 67 pp do Oddziału IV Sztabu Generalnego.
W 1924 został absolwentem studiów na Wydziale Dyplomatyczno-Konsularnym Szkoły Nauk Politycznych w Warszawie oraz w lipcu 1925 studiów na Wydziale Prawa i Nauk Politycznych na Uniwersytecie Jagiellońskim, uzyskując tytuł magistra.
Od 1927 pełnił służbę w Gabinecie Wojskowym Prezydenta RP, w którym był pierwszym referentem oraz szefem kancelarii. Został awansowany na stopień majora piechoty ze starszeństwem z dniem 1 stycznia 1930 i zweryfikowany z 1 lokatą. 20 listopada 1932 został wybrany do zarządu głównego Związku Peowiaków.
Po wybuchu II wojny światowej i kampanii wrześniowej był internowany na obszarze Węgier, zaś po inwazji niemieckiej tamże trafił w ręce Niemców i przebywał w obozie Kaiserzeitenbruch do 1945. Po wojnie powrócił do Polski. Działał w Czerwonym Krzyżu, następnie był zatrudniony przy odbudowie Warszawy. Był jednym z redaktorów publikacji „Za kratami więzień i drutami obozów”. Był także autorem wspomnień publikowanych w czasopiśmie „Więź”: pt. Tułaczy szlak września (nr 9/1970) oraz pt. Wspomnienia z Zamku Warszawskiego 1926–1939 (nr 7–8/1971). Zmarł 26 czerwca 1975 w Warszawie. Został pochowany w grobowcu rodzinnym na cmentarzu Stare Powązki w Warszawie (kwatera J-3-16,17).
Był żonaty z Marią z domu Chrzanowską, z którą miał syna Włodzimierza (ur. 1925) i córkę Marię (ur. 1927).

## Ordery i odznaczenia
- Krzyż Niepodległości (20 stycznia 1931)[23]
- Krzyż Kawalerski Orderu Odrodzenia Polski (11 listopada 1936)[24][25]
- Krzyż Walecznych (pięciokrotnie: po raz drugi i trzeci za służbę w POW w b. zaborze austriackim i b. okupacji austriackiej[26], czterokrotnie przed 1923)
- Złoty Krzyż Zasługi (19 marca 1935)[27][28]
- Srebrny Krzyż Zasługi (10 listopada 1928)[29]
- Medal Pamiątkowy za Wojnę 1918–1921[30]
- Medal Dziesięciolecia Odzyskanej Niepodległości[30]
- Odznaka „Za wierną służbę”[30]
- Odznaka pamiątkowa Polskiej Organizacji Wojskowej[30]
- Medal 10 Rocznicy Wojny Niepodległościowej (Łotwa, 1929)[31]